# بيتر مولر
بيتر مولر (بالدنماركية: Peter Møller)‏ مواليد 23 مارس 1972 في الدنمارك، هو لاعب كرة قدم دانمركي دولي سابق كان يلعب كمهاجم. سبق له أن لعب في كأس العالم لكرة القدم مع منتخب بلاده. لعب خلال مسيرته 390 مباراة سجل خلالها 149 هدفاً.

## مرحلة الشباب

### أندية لعب لها
- نادي أوبه

## المسيرة الاحترافية

### أندية لعب لها
- نادي أوبه
- نادي كوبنهاغن
- نادي بروندبي
- نادي آيندهوفن
- ريال أوفييدو

## روابط خارجية
- بيتر مولر على موقع IMDb (الإنجليزية)

- بيتر مولر على موقع قاعدة بيانات كرة القدم.إي يو (الإنجليزية)
- بيتر مولر على موقع ناشيونال فوتبول تيمز (الإنجليزية)
- بيتر مولر على موقع Soccerbase.com (لاعب) (الإنجليزية)
- بيتر مولر على موقع Soccerway.com (الإنجليزية)
- بيتر مولر على موقع عالم كرة القدم.نت (الإنجليزية)
- بيتر مولر على موقع أوليمبيديا (الإنجليزية)